# Szalma híd
A Szalma híd Esztergomtól délkeletre található. A központi belterület és Pilisszentlélek városrész között a Dobogókői (1111-es) úton, a belvárostól mintegy 8 kilométerre. A Szentléleki-patak (Szent János-patak) fölött ível át a 27-es kilométernél, a Miklós-völgyben.

## Hasonló műtárgyak a közelben
- Pilisszentléleki völgyhíd